# Diplopia
La diplopia o poliopia binocular (del gr. διπλόος, "doble", y ὄψ, ὀπός, "vista") és el terme que s'aplica a la visió doble, la percepció de dues imatges d'un únic objecte. La imatge doble pot aparèixer desplaçada en sentit horitzontal, vertical o diagonal.
Quan desapareix en tancar un ull, la motiven dues causes bàsiques:
- per paràlisi dels músculs oculomotors, que té com a conseqüència la desalineació dels ulls, que fa que es formi la imatge en diferents llocs de la retina en cada ull.
- en cas d'estrabisme (desviació dels ulls).

Si al tancar un ull no desapareix la doble imatge, aquesta és causada generalment per defecte de correlació entre les lents de l'ull.
- si en mirar amb un ull amb visió doble, usant un filtre polaritzat, s'observa que al girar el filtre desapareix la doble imatge, aquesta es forma per birefringència en el cristal·lí.
- en cas d'imatge doble mirant amb un ull, és important verificar la pressió intraocular aquesta última relacionada amb el glaucoma ocular.

La diplopia també pot anar associada a malalties de càncer, com en el limfoepitelioma de cavum, en què el nervi òptic es pot veure afectat.

## Classificació

### Binocular
La diplopia binocular és la doble visió que sorgeix a conseqüència de la desalineació dels dos ulls, un respecte a l'altre, com passa en l'esotropia o l'exotropia. En aquest cas, mentre que la fòvea d'un ull es dirigeix cap a l'objecte que es vol mirar, la fòvea de l'altre ull es dirigeix a un altre lloc, i la imatge de l'objecte en qüestió queda en una àrea extra foveal de la retina.

### Monocular
Quan la diplopia passa mirant amb un sol ull, s'anomena diplopia monocular (poliopia monocular si el pacient percep més de dues imatges). En aquest cas, el diagnòstic diferencial del símptoma percepció d'imatge múltiple inclou la consideració de casos com ara: un deteriorament de la superfície de la còrnia queratocon, birefringència del cristal·lí, una pressió intraocular alta, un defecte estructural de l'ull, una lesió en el còrtex visual anterior (rares vegades causa diplopia, més comunament poliopia o palinòpsia), també, una sub-luxació de la lent o condicions no-orgàniques.

## Causes de la diplopia
La diplopia pot tenir múltiples causes:
- Miastènia greu
- Viral
- Traumatisme
- Diabetis Mellitus
- Hipertensió ocular
- Esclerosi múltiple
- Aneurisma
- Tumor
- Fàrmac
- Miopatia mitocondrial

És molt important de no deixar passar el símptoma de la diplopia, ja que no posseeix curació per si sola, almenys no en primera instància i generalment sol ser un avís (símptoma) d'una altra malaltia més greu.

## Tractament i conseqüències
Si un pacient experimenta diplopia ha de visitar de manera urgent un neuròleg, neuro-oftalmóleg i també és recomanable demanar l'opinió d'un oftamóleg. Protocol·làriament, aquests professionals sol·licitaran:
- Prova de Lancaster.
- Examen de fons d'ull.
- Laboratori complet (per veure els nivells de glucosa en sang)
- Ressonància magnètica.
- Tomografia computada.

Així mateix, se li indicarà al pacient evitar el sucre i la sal fins que es tinguin els resultats de l'examen de laboratori. També es demana al pacient l'oclusió d'un ull, alternant un dia cada costat. D'aquesta manera s'evita la visió doble, ja que gairebé sempre porta com a símptomes mareig i mal de cap.
La diplopia en si mateixa no porta conseqüències per a la salut, la visió no està compromesa ni tampoc la vida, però és important recalcar que les causes d'aquesta malaltia solen ser de gravetat, per la qual cosa ha de ser detectada a temps.